# Garlands (album des Cocteau Twins)
Albums de Cocteau Twins
Head Over Heels
(1982)
Garlands est le premier album studio du groupe écossais Cocteau Twins, édité en 1982 par le label indépendant britannique 4AD.

## Contexte
Musicalement influencé par l'album Join Hands de Siouxsie and the Banshees, et Joy Division, Garlands est le seul album avec le bassiste d'origine, Will Heggie, qui a été remplacé par le multi-instrumentiste Simon Raymonde au début de la carrière du groupe.
Gordon Sharp de Cindytalk assure les chœurs sur Dear Heart et Hazel.

## Liste des titres
Toutes les chansons sont écrites par Cocteau Twins (Elizabeth Fraser, Robin Guthrie, Will Heggie).
| No | Titre                                                                        | Durée |
| -- | ---------------------------------------------------------------------------- | ----- |
| 1. | Blood Bitch                                                                  | 4:34  |
| 2. | Wax and Wane                                                                 | 4:02  |
| 3. | But I'm Not                                                                  | 2:42  |
| 4. | Blind Dumb Deaf                                                              | 3:46  |
| 5. | Shallow Then Halo (nommé "Shallow Then Hallo" [sic] sur la liste des titres) | 5:14  |
| 6. | The Hollow Men                                                               | 5:00  |
| 7. | Garlands                                                                     | 4:29  |
| 8. | Grail Overfloweth                                                            | 5:22  |

| 9.  | Dear Heart              | 3:39 |
| 10. | Hearsay Please          | 3:25 |
| 11. | Hazel                   | 4:25 |
| 12. | Blind Dumb Deaf         | 3:44 |
| 13. | Speak No Evil           | 3:54 |
| 14. | Perhaps Some Other Aeon | 2:57 |